# Макоа 1
Макоа 1 (англ. Macoah 1) — індіанська резервація в Канаді, у провінції Британська Колумбія, у межах регіонального округу Елберні-Клекват.

## Населення
За даними перепису 2016 року, індіанська резервація нараховувала 19 осіб, показавши скорочення на 13,6%, порівняно з 2011-м роком. Середня густина населення становила 44 осіб/км².

## Клімат
Середня річна температура становить 8,4°C, середня максимальна – 19,1°C, а середня мінімальна – -4°C. Середня річна кількість опадів – 1 695 мм.
| Клімат поселення                              | Клімат поселення | Клімат поселення | Клімат поселення | Клімат поселення | Клімат поселення | Клімат поселення | Клімат поселення | Клімат поселення | Клімат поселення | Клімат поселення | Клімат поселення | Клімат поселення | Клімат поселення |
| Показник                                      | Січ.             | Лют.             | Бер.             | Квіт.            | Трав.            | Черв.            | Лип.             | Серп.            | Вер.             | Жовт.            | Лист.            | Груд.            |                  |
| Середній максимум, °C                         | 6,83             | 8,23             | 9,99             | 12,48            | 15,80            | 18,78            | 18,67            | 19,08            | 15,88            | 11,23            | 6,97             | 4,26             |                  |
| Середня температура, °C                       | 1,44             | 2,84             | 4,62             | 7,09             | 10,40            | 13,39            | 16,20            | 16,62            | 13,40            | 8,78             | 4,50             | 1,79             |                  |
| Середній мінімум, °C                          | −3,95            | −2,54            | −0,78            | 1,69             | 5,02             | 8,01             | 13,74            | 14,15            | 10,94            | 6,31             | 2,05             | −0,67            |                  |
| Норма опадів, мм                              | 241              | 175              | 151              | 106              | 73               | 68               | 44               | 52               | 62               | 197              | 280              | 246              |                  |
| Середньомісячна швидкість вітру, м/с          | 2.95             | 2.82             | 2.99             | 3.07             | 2.99             | 3.00             | 2.94             | 2.61             | 2.47             | 2.67             | 3.02             | 2.85             |                  |
| Середньомісячна сонячна радіація, кДж/м²·день | 2881             | 5532             | 9660             | 14470            | 18291            | 19512            | 20213            | 17330            | 12443            | 6717             | 3383             | 2227             |                  |
| --------------------------------------------- | ---------------- | ---------------- | ---------------- | ---------------- | ---------------- | ---------------- | ---------------- | ---------------- | ---------------- | ---------------- | ---------------- | ---------------- | ---------------- |
| Джерело:                                      |                  |                  |                  |                  |                  |                  |                  |                  |                  |                  |                  |                  |                  |